# Andreas Hojer
Andreas Hojer (født 18. maj 1690 i Karlum, død 28. august 1739 i Slesvig) var en dansk historiker, jurist og administrativ embedsmand.

## Opvækst og ungdom
Han blev født i Karlum i nærheden af Tønder (hertugdømmet Slesvig), hvor hans fader, Johan Hojer (død 1726), var præst; moderen var født Fabricius. På fædrene og mødrene side var han knyttet til vidt udbredte slesvigske præsteslægter. Efter at have lagt en god grund, navnlig i sprog og historie, dels hjemme under faderens vejledning, dels hos sin morbroder, den lærde præst Vilhad Fabricius i Løjt, afgik Hojer 1706 til pædagogiet (Pädagogium) i Halle.
Fra hjemmet af var han af faderen vænnet til arbejdsomhed og selvstændig tænkning, noget der blev af største betydning for hans følgende liv. I besiddelse af et hurtigt hoved og stor flid gjorde han derfor raske fremskridt. 1707 gik han over til universitetet i Halle og gav sig til at studere medicin, som han selv sagde af helbredshensyn, da han fra barndommen af havde været noget svagelig. Men skønt han i den berømte Georg Ernst Stahl og hans discipel Michael Alberti fandt lærere efter sit sind, der indviede ham i "den praktiske medicin", kunne den sysselsættelse med menneskets legemlige natur, som lægevidenskaben førte ham ind på, ingenlunde tilfredsstille hans søgende ånd. Samtidig studerede han derfor også moral, historie, natur- og statsret, og i professor Christian Thomasius fandt han en vejleder til rationel betragtning af livet i staten og folket, som bidrog til at udvikle den ham iboende drift til at gøre sig uafhængig af videnskabelige autoriteter og at se med egne øjne. I pietismen så han også en forbundsfælle i kampen mod den da endnu herskende ortodoks-lutherske teologi, af hvilken han følte sig frastødt, vistnok fordi han allerede fra hjemmet var påvirket af den konfessionelt-indifferente, etiske retning, der i sin tid havde haft en kraftig talsmand i slesvigeren Georg Calixt i Helmstedt.
Udbruddet af Den Store Nordiske Krig 1709 bragte forstyrrelse i Hojers studieplan. Af økonomiske grunde måtte han tænke på at begive sig hjem. Dog fik han lejlighed til et ophold ved universitetet i Wittenberg. Fra hjemmet gjorde han forskellige rejser, altid med et åbent øje for det politiske og sociale livs forskellige forhold og både hjemme og ude sysselsat med studier af forskellig art. 1713 kom han til København, som han for øvrigt også tidligere synes at have besøgt, og i juni 1714 blev han immatrikuleret ved Københavns Universitet. Som ved et tilfælde blev han af gehejmeråd Johan Georg Holstein antaget til lærer for hans to yngre sønner, og derved knyttedes han for bestandig til Danmark, hvis historie og sprog han, skønt tysk dannet og levende i et tysktalende hus, kom til at omfatte med en kærlighed, der er så meget mærkeligere, som han var født gottorpsk undersåt. Ved flid og duelighed og sin i den inderste grund brave og retsindige tænkemåde vandt Hojer snart en yndest og agtelse i det holsteinske hus, der senere blev af stor betydning for ham som værn mod de heftige angreb, som hans noget fremfusende og selvbevidste brud med tilvante synsmåder udsatte ham for. Hojer var nemlig en ung mand, der, følende sig i besiddelse af betydelige evner i forskellig retning og rig på reformatoriske ideer, havde lyst til at gøre sig gældende og at komme frem. Et forsøg, han 1717 gjorde på at blive professor i medicin ved Københavns Universitet, mislykkedes, da kongens livlæge, justitsråd, dr.med. Johannes de Buchwald, der af alder kunne være Hojers fader, sejrede i konkurrencen, som rimeligt kunne findes. Hojer vandt dog ved denne konkurrence adkomst til at praktisere som læge, skønt han ikke havde taget doktorgraden. Kort efter rejste han til universitetet i Helmstedt med sine adelige elever. Her stiftede han nøje bekendtskab med flere af tidens videnskabelige berømtheder, men efter et års tid kom han tilbage til København, i håb om at få en ansættelse i statens tjeneste. Det gik imidlertid ikke så let, navnlig fordi han samtidig kom i to slemme litterære fejder, som nær havde forstyrret hans fremtidsudsigter.
Til brug for de unge Holsteinere havde Hojer nemlig forfattet sin Kurtzgefasste dännemarkische Geschichte (Flensborg 1718), et skrift, der i flere henseender viser forfatterens fortræffelige evner og sunde dom over historiske personer og begivenheder, men hvori han tillige om forskellige forhold havde udtalt sig med en da uvant dristighed, der fremkaldte megen harme og pådrog ham langvarige ubehageligheder. Navnlig optrådte Ludvig Holberg (under "Poul Rytters" navn) meget skarpt og hånlig imod ham, da han havde følt sig personlig krænket ved Hojers udtalelse om et af hans skrifter. Endnu større forargelse vakte Hojers naturretlige afhandling De nuptiis propinqvorum, der udkom 1718 i Tyskland. For da adskillige vovede påstande i dette skrift kunne fortolkes som om forfatteren gjorde sig til forsvarer af ægteskab mellem de allernærmeste blodsbeslægtede, så opstod der en sand storm imod ham både hjemme og ude. Ved sin rolige holdning og sin ufortrødne besvarelse af alle indvendinger lykkedes det dog Hojer endelig at få stormen til at lægge sig. Dog ville han vel næppe have nået dette resultat, hvis ikke formående venner havde taget ham under deres vinger, og hvis ikke han selv med en god samvittigheds uforstyrrelige ro midt under stormen havde arbejdet videre og ved en række til kongen og kronprins Christian rettede finansielle, statsøkonomiske og historiske skrifter og afhandlinger – trykt blev kun Continuatio annalium Alberti Stadensis (1720) – havde vidst at bibringe de højeste myndigheder den anskuelse, at han, trods sine særmeninger, var en brugbar og talentfuld mand.
Imidlertid havde Hojer, for at leve, praktiseret som læge. Tillige var han, om end uden at navngive sig for offentligheden, trådt i forbindelse med bogtrykker Jochum Wielandt om redaktionen af nyheds- og litteraturblade (Extrait des nouvelles og Nova litteraria), hvorved Hojer, som altid, lagde talent for dagen, men også ved uforbeholdne ytringer vakte en sådan opposition, at han måtte standse. Hans gentagne forsøg på at blive professor i medicin mislykkedes, hvilket af kyndige beklages, da han uden tvivl ville have kunnet tilføre det medicinske fakultet en betydelig kraft og nye impulser; heller ikke fik han på denne tid sit ønske om ansættelse ved Det Kongelige Bibliotek opfyldt. Derimod blev han, støttet af den bekendte Hans Nobel, 1721 sekretær i den af regeringen nedsatte norske matrikelkommission og året efter kongelig historiograf.

## Kongelig historiograf og kollegieembedsmand
Den formodning er udtalt, at Hojer skyldte dronning Anna Sophies gunst, at han blev historiograf, men selvom det var sådan, var Hojer dog meget langt fra at være en almindelig lykkejæger. Tværtimod ser man, at han ved siden af sine forretninger i matrikelkommissionen, der en tid førte ham til Norge, varetog historiografembedet med overordentlig energi. Hans opgave var nærmest at fortsætte de af Christoff Heinrich Amthor påbegyndte tyske årbøger over kong Frederik 4.s regeringshistorie, og han sparede ingen møje for at skaffe de fornødne kilder tilstede. Navnlig foretog han 1723 omfattende arkivundersøgelser i hertugdømmerne, og når han havde fået det nødvendige materiale tilvejebragt, gik det rask fremad
med udarbejdelsen, så der i løbet af otte år fra hans hånd forelå en række skrevne foliobind, hvori kong Frederiks regeringsårbøger var ført frem til 1711.
I december 1724 ophævedes den norske matrikelkommission uden at have nået sit mål, da der var rejst en stærk uvilje imod den påtænkte omregulering af matrikelvæsenet. For Hojer blev sagen dog ikke uden betydning, ikke blot fordi han havde fået lejlighed til at lægge sin forretningsdygtighed for dagen og var blevet godt kendt med norske forhold, men også fordi han var kommet i nøje forbindelse med indflydelsesrige mænd, særlig overhofmarskal og præses i Kommercekollegiet Christian Frederik von Holstein og biskop Bartholomæus Deichman i Christiania. Da Hojer, vistnok efter den sidstnævntes forslag, blev udset til at indtræde som sekretær i "den gehejme kommission", som nedsattes, samtidig med at den ovennævnte matrikelkommission opløstes, med det hverv at undersøge, hvorvidt flere højtstående embedsmænd, som rygtet gik, havde taget imod bestikkelse, var han dog så forstandig at frabede sig dette odiøse hverv. Imidlertid var han ikke ledig. Hans store historiske arbejde, der stadig skred fremad, var dog ikke sysselsættelse nok for ham. Rig på reformideer, som han var, indgav han fra tid til anden til regeringen forskellige forslag, som vel ikke alle var af lige værd, men som dog viste, hvor varmt han interesserede sig for statens og samfundets vel, og hvor nøje han var inde i mangfoldige offentlige forhold. Regeringen gjorde da også brug af hans indsigt. Med forbigåelse af mindre vigtige sager kan således nævnes, at Hojer i oktober 1726 beordredes til at indtræde i en kommission, der skulle undersøge det Ostindiske Kompagnis tilstand og udsigter. Kort efter blev han medlem af en møntkommission og udnævntes samtidig til justitsråd. Da han havde syslet en del med handelsspørgsmål og navnlig interesserede sig for den danske stats frigørelse for Hamborgs handelsoverherredømme, var det ham uden tvivl kært 1729 at blive udnævnt til kommitteret i Politi- og Kommercekollegiet. Omtrent samtidig fik han et længe næret ønske opfyldt, idet han beskikkedes til adjungeret og succederende bibliotekar ved Det Kongelige Bibliotek (formanden døde 27. juni 1730), en opgave, som i høj grad interesserede ham, hvorfor han også i den korte tid, han havde dette hverv, viste stor iver for bogsamlingens ordning og fremvækst.

## Tiden efter Frederik 4.s død
Hojer stod således i en udstrakt virksomhed som historiograf, bibliotekar og kollegieembedsmand, da Frederik 4.s død i oktober 1730 medførte en brat standsning i alt dette. Hojer betragtedes nemlig af efterfølgeren, Christian 6., som knyttet til dronning Anna Sophies parti, hvorfor han kort efter tronskiftet mistede alle sine offentlige hverv, idet der dog tillagdes ham en anstændig pension. Her viste sig imidlertid den mærkelige fleksibilitet, der var et særkende ved Hojers karakter. Det var meget langt fra ham at trække sig surmulende tilbage. Rig på udveje, som han var, søgte han straks at vinde sig en position hos den nye regering. Han indgav 1731 et udkast til en værdig skildring af Christian 6.s salvingshøjtid, og da han efter at have mistet historiografstillingen ikke længere havde den opgave at fortsætte de vidtløftige årbøger over Frederik 4.s regering, benyttede han sit otium til at forfatte en sammentrængt, overordentlig indholdsrig og velskreven skildring af denne konges historie, som han i håndskrift overrakte Christian 6. med en tilegnelse, dateret 31. marts 1732.
Dette værk, König Friedrich des IV glorwürdigstes Leben, der viser Hojer som en af Danmarks mest fremragende historieskrivere, var næppe bestemt for offentligheden; i alt fald kunne det ikke komme for lyset, med mindre Christian 6. selv tog initiativet i så henseende. Skriftet blev da også henliggende utrykt i mange år. I Fortsetzung der Allgemeinen Welthistorie XXXIII (Halle 1770) blev vel den allerstørste del deraf trykt, men uden at forfatterens navn kom til sin ret. Først 1829 blev det hele som selvstændigt skrift udgivet af Niels Nicolaus Falck, skønt ingenlunde så korrekt, som ønskeligt var.
Så udmærket et vidnesbyrd dette historieværk end aflagde om Hojers evner og dygtighed, blev det dog næppe det, der generhvervede ham den tillid og yndest, han i tidligere tid havde nydt på de højeste steder, men dels personlig forbindelse med mænd som Johan Ludvig Holstein og Johannes Bartholomæus Bluhme, som Christian 6. satte højt, dels et fortræffeligt handelspolitisk skrift, Hojer 1734 anonymt udgav under Danmarks længe verserende strid med Hamborg. For fra nu af gik det atter i en rivende fart med hans forfremmelse fra den ene embedsstilling til den anden, eller rettere: Han blev i den grad overvældet med offentlige hverv, at det er svært at fatte, hvorledes én mands kræfter kunne række til alt dette. Først må dog omtales, at han 1734 på meget gunstige vilkaar forpagtede den inddragne, forhenværende hertugelig-gottorpske hovedgård Satrupholm i Angel med tilhørende skønne og udstrakte gods, deriblandt flere store avlsgårde. 15. august 1734 beskikkedes han til medlem af Overretten på Gottorp og den lokale regering, og således havde han vundet en anselig og indflydelsesrig stilling midt iblandt sine nærmeste venner og rrænder, der så op til ham som slægtens berømte mand. Og dog lød han, da kongen, just som han havde sat sig til rette i sin hjemstavn, kaldte ham bort fra alt dette tilbage til København, hvor han vidste, at mange betragtede ham som en fremmed, der ville trænge sig ind i noget, der ikke kom ham ved. 3. december 1734 udnævntes han til professor i natur-, folke- og statsret ved universitetet og 14 dage efter tillige til medlem af Missionskollegiet, direktør for Vajsenhuset og sekretær i ovennævnte kollegium, hvortil senere lagdes det, som det synes, underordnede, i hvert fald brydsomme hverv som inspektør ved Vajsenhuset med tilhørende vidtløftige administration og korrespondance.
20. januar 1736 blev Hojer ved kongelig bulle kreeret til dr.juris. Samme år fik han sæde i Kancellikollegiet og Højesteret og blev generalprokurør. 1737 udnævntes han til medlem af det nyoprettede Generalkirkeinspektionskollegium og blev etatsråd – alt med bibehold af de embeder, han tidligere havde. Kun for sekretariatet i Missionskollegiet og for inspektoratet i Vajsenhuset slap han fri 1738. Han var desuden også medlem af en række vigtige og omfattende kongelige kommissioner vedrørende kirke-, skole-, rets- og medicinalvæsen, ligesom han flere gange med held var regeringens advokat i vanskelige sager over for udlandet. I næsten alt, hvad Hojer havde at gøre med, var det ham, der måtte trække læsset; særlig spillede han en vigtig rolle i Kirkeinspektionskollegiet, hvis virksomhed afspejler hans energiske, men noget urolige og til pietismen hældende åndsretning. Overalt arbejdede Hojer på indførelse af tilstande, som han anså for forbedringer, og som, om end ganske vist ikke altid så dog i de fleste tilfælde, også var det. Navnlig kan det fremhæves, at det lå ham på sinde at skaffe det danske folkesprog i Sønderjylland bedre vilkår, end det hidtil havde haft og efter hans død fik.
Men "hvorledes skulde denne overmaade flittige Mand vel kunne mage det saa, at Dagen bestod af mere end 24 Timer?" Det kunne kun ske ved et forøget forbrug af olien i livslampen. Ofte følte Hojer sig derfor yderlig svag, men han ville ikke give efter; så snart det blev lidt bedre, tog han fat med fornyet kraft. Men under en rejse i hertugdømmet Slesvig overvældede sygdommen ham, og 28. august 1739 døde han i byen Slesvig, endnu ikke 50 år gammel.
1735 havde Hojer ægtet Eisabe Margrethe, født Ambders, en præstedatter fra Burkal i Mellemslesvig, enke efter Andreas Nissen, ejer af "frigodset" Store Tønde i Hostrup Sogn. Hun overlevede Hojer i mangfoldige år. Da han kort før sin død havde fået forpagtningen af Satrupholm og gods fornyet på sin og sin hustrus levetid, sad etatsrådinde Hojer siden i over 30 år som en mægtig frue på Ahlefeldternes gamle borg, indtil regeringen endelig 1770 tingede hende ud for at udparcellere godset.
Hojer var en stor bogven, og skønt hans samlinger et par gange blev forstyrrede ved ild, sidst ved hovedstadens brand 1728, efterlod han dog et stort bibliotek, hvori der navnlig fandtes mange håndskrifter til fædrelandets, særlig Slesvigs, historie og retsforfatning.
Så længe Hojer levede, var der mange, der følte sig trykkede af hans rastløse energi eller krænkedes ved, at han skulle med til næsten alt, hvad der på statens område skulle udrettes. Da han var ung, sagdes der om ham, at han var en forvoven karl, begærlig efter nyt. Fra hans ældre år er biskop Peder Herslebs dom om ham bekendt, at han var "en klog og skarpsindig, men derhos meget farlig og entreprenant Mand". Da han ikke mere gik nogen i vejen, kom hans fortjenester efterhånden til
deres ret, og det blev mere og mere erkendt, hvilken sjælden forening af udmærkede evner, virkelyst og kraftigt initiativ denne mand havde besiddet ved siden af egenskaber, der vidnede om en retsindig og gudhengiven karakter samt en ualmindelig embedstroskab.

## Hojers jurdiske arbejder
Hojers egentlige juridiske forfattervirksomhed begynder med hans professorat. I 1735 og 1736 fremkom afhandlingerne Dissertatio iuridica de eo quod iure belli licet in minores og Ideae Iurisconsulti Danici (oversat og udgivet af Peder Sommer 1737 under titlen Forestilling paa en Dansk Jurist). Dette sidste værk, der var beregnet på at udgøre 13 kapitler, hvoraf kun de tre første udkom, indeholder programmet for Hojers virksomhed som retslærd. I 3. kapitel udtaler han: "Efter Naturens og den guddommelige Rets Kundskab bør en Jurist hos os for alle Ting gjøre sig den danske og norske Ret vel bekjendt og deraf retteligen danne sig en ret Sammenhæng af vores indenlandske Lovkyndighed", og det bemærkes endog, at "den romerske Ret intet hjælper til at lære den danske Jurisprudens, men snarere hindrer et rent og akkurat Begreb deraf og indvikler den i alle Haande af den romerske Ret laante unyttige Spidsfindigheder og Fiktioner". Endelig var det gået op for en retskyndig med fremragende evner – hvad allerede Holberg havde udtalt – at en videnskabelig behandling af det nationale lovstof måtte være retsvidenskabens opgave, og i denne opfattelse støttedes Hojer af mænd som Iver Rosenkrantz og Hans Gram.
Ved gennemførelsen af dette sit program blev Hojer, som det tidlig erkendtes, den dansk-norske retsvidenskabs stifter. Hans kollegier over den danske og norske proces, Juridisk Collegium over Processen, saaledes som den bruges i Danmark og Norge, confereret med den, som bruges i Förstendommerne og Tydskland (udgivet af Hans Hagerup 1742 og af Christian Ditlev Hedegaard 1764 og 1769 med titlen Salig Etatsraad Høyers Juridiske Collegium saavidt den Danske og Norske Proces vedkommer) og forskellige utrykte forelæsninger – særlig omtaler eftertiden hans eksegetiske forelæsninger over lovens 1. bog, kap. 1-9 – til dels også hans forelæsninger over jus publicum (Ius publicum det er Stats-Ret eller Statsforfatning og Rettigheder for Danmark, Norge og Fyrstendommene, oversat og udgivet af Peder Mortensen Bredsdorff 1783) er i den af ham anviste retning banebrydende og overraskende ved en for tiden usædvanlig friskhed, klarhed og naturlig skarpsindighed. Det er ikke at undres over, at sådanne arbejder fremkaldte disciple som Peder Kofod Ancher og Henrik Stampe (1713-1789)Henrik Stampe. Hojers interesse for retsvidenskaben antages også at have fundet udslag i væsentlig medvirken til den for retsplejen så betydningsfulde reform af det juridiske studium, som gennemførtes ved forordningen af 10. februar 1736, der indførte deri fuldstændige juridiske embedseksamen og som nødhjælp juridisk eksamen for ustuderede.

## EksternE henvisninger
- Andreas Hojer på gravsted.dk
- Biografi i Dansk biografisk leksikon 1. udgave